# جلامة
جلامة هي إحدى مشاتي بلدية زغاية الجزائرية والتي تبعد عن مقر البلدية 9 كلم وتقع على ضفاف سد بني هارون، وقد كانت جلامة قديما منطقة عبور لقبائل زواغة إلى سوق زغاية الشعبي كما كانت بؤرة توتر شديدة خلال الحقبة الإستعمارية حيث كان يستعملها المجاهدين كمنطلق لعملياتهم ضد برج زغاية المعروف باسم لا صاص تعد جلامة من بين أكبر مشاتي بلدية زغاية من حيث التعداد السكاني ويعتمد سكانها على الفلاحة وتربية الدواجن والمواشي.